# Baojun RC-6

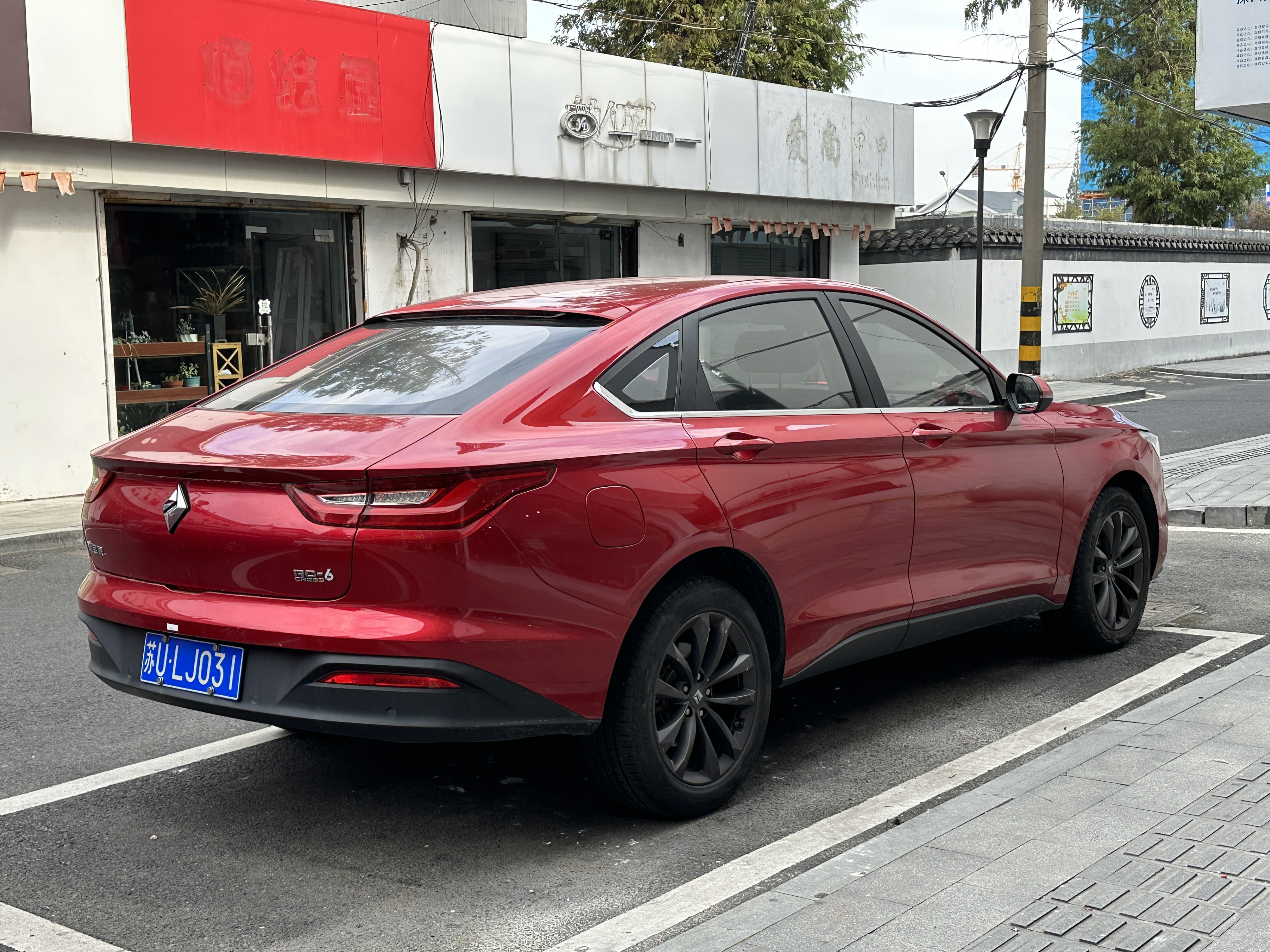
Heckansicht

Der Baojun RC-6 ist ein zwischen 2019 und 2021 hergestelltes Pkw-Modell der Mittelklasse der zum chinesischen Automobilhersteller SAIC GM Wuling gehörenden Marke Baojun. Gegenüber normalen Limousinen der Mittelklasse ist der RC-6 etwas höher. Als vergleichbares Modell gilt der zwischen 2009 und 2015 gebaute Honda Crosstour.

## Geschichte
Das Fahrzeug wurde im Sommer 2019 vorgestellt. Ab September 2019 wurde es ausschließlich in China verkauft. Technisch basiert der RC-6 auf der R-Plattform, die auch im SUV RS-5 zum Einsatz kommt.

## Technische Daten
Angetrieben wird der Baojun RC-6 von einem aufgeladenen 1,5-Liter-Ottomotor mit 108 kW (147 PS). Serienmäßig hat das Fahrzeug ein 6-Gang-Schaltgetriebe, gegen Aufpreis war ein Stufenloses Getriebe erhältlich.
|                                            | 1.5T                      |
| ------------------------------------------ | ------------------------- |
| Bauzeitraum                                | 09/2019–09/2021           |
| Motorkenndaten                             |                           |
| Motorart                                   | Ottomotor                 |
| Motorbauart                                | Reihen-Vierzylindermotor  |
| Motoraufladung                             | Turbolader                |
| Hubraum                                    | 1451 cm³                  |
| max. Leistung bei min−1                    | 108 kW (147 PS) / 5200    |
| max. Drehmoment bei min−1                  | 250 Nm / 2200–3400        |
| Kraftübertragung                           |                           |
| Antrieb                                    | Vorderradantrieb          |
| Getriebe, serienmäßig                      | 6-Gang-Schaltgetriebe     |
| Getriebe, optional                         | (Stufenloses Getriebe)    |
| Messwerte                                  |                           |
| Höchstgeschwindigkeit                      | 170 km/h (170 km/h)       |
| Beschleunigung, 0–100 km/h                 | k. A.                     |
| Kraftstoffverbrauch auf 100 km, kombiniert | 6,7 l Super (7,3 l Super) |
| Tankinhalt                                 | 50 l                      |
| Abgasnorm                                  | China VI                  |

* Werte in runden Klammern gelten für Modelle mit optionalem Getriebe.